# Karl Morten Eek
Karl Morten Eek, född 25 juni 1988 i Sparbu, är en norsk fotbollsspelare som spelar för Ranheim.
Eek inledde sin karriär i Sparbu IL och gjorde sin seniordebut i maj 2005 för Steinkjer FK. Han väckte senare intresse hos både Molde FK och Rosenborg BK, men skrev på för FK Bodø/Glimt inför säsongen 2009. Under senare hälften av 2009 lånades han ut till Nybergsund IL-Trysil och senare även Løv-Ham Fotball.
Den 16 november 2011 skrev Karl Morten Eek på för den svenska Superettan-klubben Umeå FC. Kontraktet gäller för ett år, med möjlighet för förlängning på ytterligare ett år. Sejouren i Sverige blev dock bara ettårig och den 15 januari 2013 återvände han till Norge och Ranheim.

## Spelarstatistik
| Säsong | Lag        | Liga         | Ligaspel | Ligaspel | Cupspel | Cupspel | Totalt | Totalt |
| Säsong | Lag        | Liga         | SM       | GM       | SM      | GM      | SM     | GM     |
| ------ | ---------- | ------------ | -------- | -------- | ------- | ------- | ------ | ------ |
| 2009   | Bodø/Glimt | Tippeligaen  | 2        | 0        | 1       | 1       | 3      | 1      |
| 2009   | Nybergsund | Adeccoligaen | 6        | 0        | 0       | 0       | 6      | 0      |
| 2010   | Løv-Ham    | Adeccoligaen | 28       | 0        | 4       | 1       | 32     | 1      |
| 2011   | Bodø/Glimt | Adeccoligaen | 19       | 1        | 2       | 0       | 21     | 1      |
| 2012   | Umeå       | Superettan   | 26       | 2        | 0       | 0       | 26     | 2      |
| 2013   | Ranheim    | Adeccoligaen | 22       | 0        | 4       | 0       | 26     | 0      |
| 2014   | Ranheim    | Adeccoligaen | 22       | 5        | 4       | 0       | 26     | 5      |
| Totalt | Totalt     | Totalt       | 125      | 8        | 15      | 2       | 140    | 10     |